# The ABCs of Death
The ABCs of Death (bra O ABC da Morte) é um filme independente de comédia de terror produzido nos Estados Unidos, dirigido por Xavier Gens, Jorge Michel Grau, Srdjan Spasojevic, Nacho Vigalondo, Ti West, Ben Wheatley, Adam Wingard, Bruno Forzani, Hélène Cattet, Kaare Andrews, Angela Bettis, Adrián García Bogliano, Jason Eisener e Ernesto Díaz Espinoza, entre outros.
Foi lançado no Festival de Cinema de Toronto.[carece de fontes?]